# Emotional Technology
Emotional Technology è il quarto album in studio del produttore di musica elettronica statunitense BT, pubblicato nel 2003.
Vi hanno collaborato tra gli altri Guru, Rose McGowan, JC Chasez, Bryan Mantia, Tommy Stinson, Richard Fortus e Caroline Lavelle.

## Tracce
Versione CD
1. The Meeting of a Hundred Yang – 0:44
2. Knowledge of Self – 6:41
3. Superfabulous – 4:40
4. Somnambulist (Simply Being Loved) – 4:20
5. Force of Gravity – 8:19
6. Dark Heart Dawning – 7:08
7. The Great Escape – 6:58
8. P A R I S – 7:51
9. Circles – 4:43
10. The Last Moment of Clarity – 7:21
11. Communicate – 5:48
12. Animals – 7:24
13. The Only Constant Is Change – 6:16